# Star One (banda)
Star One é uma banda holandesa de metal progressivo fundada pelo multi-instrumentista Arjen Anthony Lucassen.

## Música
A musica do Star One tem influências do rock dos anos 1970 e também de metal progressivo. Eles lançaram um álbum de estúdio em 2002 chamado Space Metal e um material ao vivo com algumas músicas do Ayreon. Arjen no esteve trabalhando ultimamente em novas músicas para o projeto. O nome do projeto é uma referencia à serie de TV britânica de ficção cientifica Blake's 7.
O segundo trabalho, Victims of the Modern Age, foi lançado em  1 de novembro de 2010.
O terceiro e mais recente, Revel in Time, saiu em 2022 e apresentou uma formação diferente: Damian, Dan, Floor e Russell ainda aparecem, mas apenas em faixas específicas; diversos outros vocalistas foram chamados para as demais faixas, além de instrumentistas que tocaram solos de guitarra e teclado.

## Integrantes
- Arjen Anthony Lucassen - Guitarra, Baixo e Teclado
- Ed Warby (Gorefest) - Bateria
- Russell Allen (Symphony X) - Vocal
- Damian Wilson - Vocal
- Dan Swanö (Nightingale, Edge of Sanity) - Vocal
- Floor Jansen (After Forever, ReVamp, Nightwish) - Vocal

### Músicos convidados
- Jens Johansson (Stratovarius) - Teclados
- Erik Norlander (Rocket Scientists) - Teclados
- Gary Wehrkamp (Shadow Gallery) - Guitarra
- Robert Soeterboek (Cotton Soeterboek Band) - Backing vocal
- Irene Jansen (Ex- Karnataka) - Backing Vocal
- Dave Brock (Hawkwind) - Vocal e backing vocals

## Discografia
- Space Metal (2002)
- Live on Earth (2003, ao vivo)
- Victims of the Modern Age (2010)
- Revel in Time (2022)